# Православие-лайт

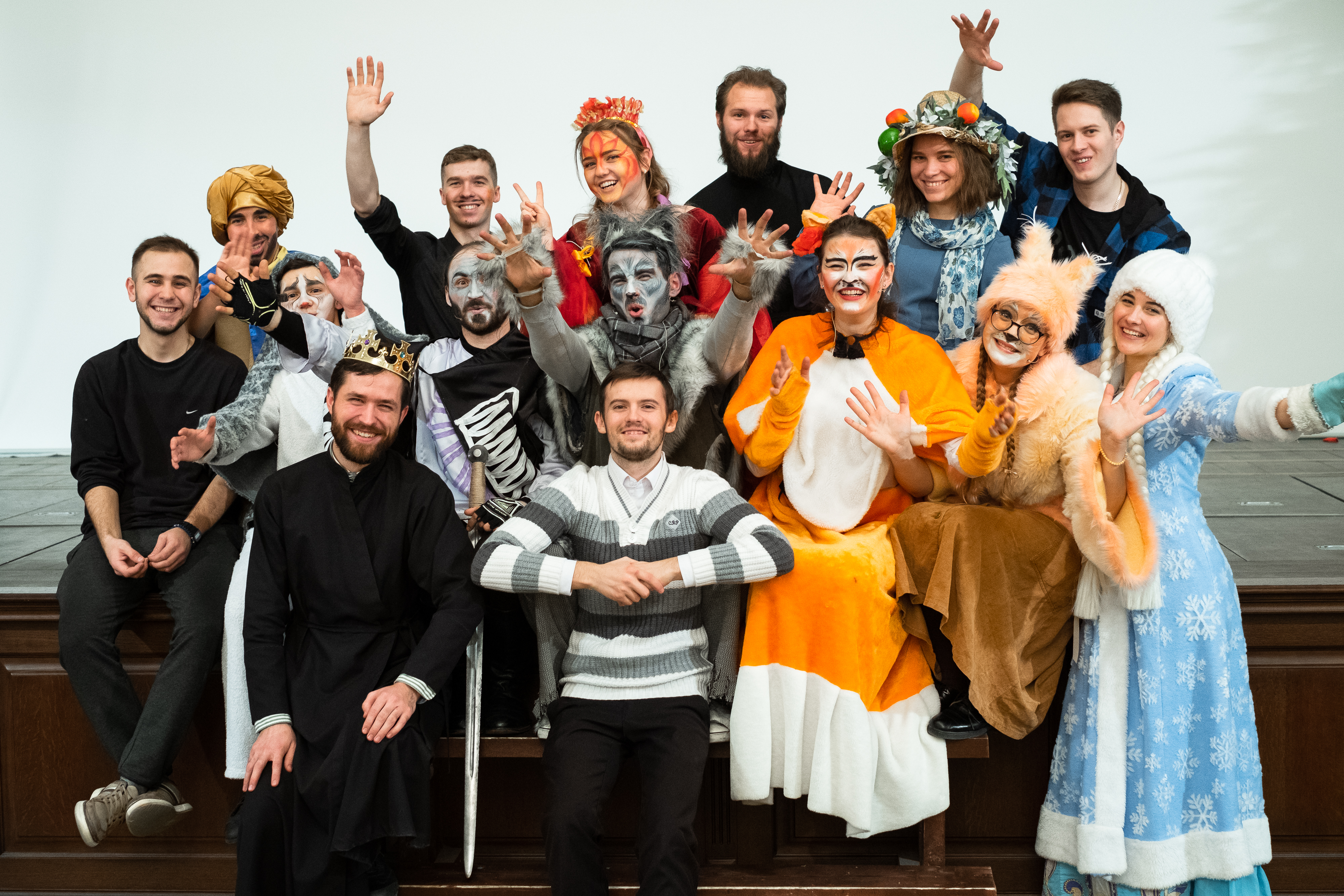
Студенческий творческий коллектив Московской духовной академии под руководством сценариста и режиссёра, студента подготовительного курса магистратуры кафедры библеистики Виктора Непомнящих представил рождественский спектакль «Необычная история». 7 января 2020 года

Правосла́вие-ла́йт (Православие-light, Православие-lite, облегчённое православие) — публицистический термин с негативной коннотацией, под которым обычно понимается облегчённая, неполноценная версия православия. Про мнению критиков «„православие-лайт“ является лишь симулякром (имитацией) религиозности». Термин «православие-лайт» составлен из слов Православие и англ. light или lite (лёгкий, облегчённый). Термин появился в 2005 году благодаря журналу «Фома».

## Определение
Епископ Саратовский и Вольский Лонгин (Корчагин) отмечал в 2005 году: «„Облегчённое Православие“, на мой взгляд, — это „вера мира сего“. Если мир и соглашается сегодня говорить о Церкви и вере, то именно в усечённом варианте, принципиально не приемля ничего более серьёзного, глубокого, сложного. Для него проявления веры сводятся к каким-то внешним обрядам, традициям, этнографическим обычаям — ко всему тому, что не только не является сутью веры, но и вообще довольно условно и видоизменяемо во времени <…> „Православие-лайт“ нужно не столько людям верующим, сколько тем, кто называет себя таковыми при социологических опросах. <…> Другая опасность „облегчённого Православия“, причём, гораздо более серьёзная — уклонение в бытовой оккультизм, когда некая декларируемая причастность к Церкви не мешает человеку обращаться к бабкам-целительницам или относиться к святыне с магическим суеверием: детей крестят — чтобы ночью не плакали, соборуются — чтобы спина не болела… То есть человек преследует чисто утилитарные цели».
Священник Филипп Парфёнов отмечал в 2009 году: «Как только вера становится уделом массовости, так и появляется это „православие-лайт“. Оно идёт, конечно же, со времени имп. Константина, когда монашеское движение возникло после прекращения гонений как обратная реакция на это обмирщение веры и приспособление её до массового уровня. Ну а само монашество впоследствии не избежало тех же самых искушений, и потому сейчас „лайт“ в монашестве присутствует в неменьшей степени, чем вокруг него. „Евромонах“, „евроигумения“ — эти ироничные церковные неологизмы, наверно, у многих на слуху. „Православие-лайт“ неизбежно, поскольку вера христианская не эзотерическая по своей сути, у неё нет тайного или какого-то особого доступного только образованным и духовно одарённым людям учения. У каждого живущего своя мера веры, свой доступный уровень восприятия одних и тех же христианских истин, что совершенно естественно. „Лайт“ может быть первой ступенькой к этому. Проблема начинается тогда, когда определённый вариант или извод веры рекламируется, навязывается и становится очередной идеологемой. Или когда из „лайта“ наступает пора вырастать во что-то более серьёзное и глубокое, но человек предпочитает все тот же лёгкий извод, для младенца, но не для совершеннолетнего»
Журналистка Ксения Лученко в 2012 году определила «православие-лайт» как «субкультуру и целевую аудиторию»: "Это СМИ для читателей успешных, довольных жизнью, но ищущих культурный бэкграунд в христианской традиции. Таким изданием долгое время был журнал «Фома». Вокруг журнала, который начали издавать в середине 90-х обратившиеся к вере студенты МГИМО, сформировался круг читателей и «друзей „Фомы“» — своеобразный полузакрытый клуб без формального членства, похожий на то, что делает сейчас журнал «Сноб». В этот клуб входили как выпускники МГИМО и их партнёры по бизнесу и политике, так и священнослужители, и люди культуры, регулярно появлявшиеся на обложках журнала. <…> «Фома» первым из православных изданий стал публиковать интервью со звёздами и крупные портреты публичных людей на обложке. Основные темы — все тот же лайфстайл с большим налётом глянца: рассказы узнаваемых персон о своей вере, обзоры книг, фильмов, исторические и культурологические познавательные тексты, фоторепортажи о «красоте Православия»".
В 2014 году протоиерей Всеволод Чаплин определил православие лайт как «гламурное», «глянцевое», модное, не выбивающееся «из ряда трендов и брендов, популярных среди городских обывателей. Не тревожащее совесть, не вступающее в противоречие с житейскими установками „нормального“ современного человека. Включённое в „мир сей“ и боящегося чем-либо всерьёз противоречить установкам его граждан — особенно тогда, когда те начинают мелко трястись за земную жизнь, имущество, здоровье, формальный, внешний „мир“ и прочие „твёрдые ценности“». Он отметил, что «вызов этого „православия“ — не просто облегчённого, а выхолощенного, оскоплённого, лишённого соли земли — может стать для нас главным в ближайшие десятилетия».
Протоиерей Борис Кривоногов в 2015 году отмечал: «Для многих Крещение — это лишь прорубь, Троица — веники, Пасха — яйцо, а вербное Воскресение — это верба. Это утрированное православие, я бы назвал его „православие лайт“, когда человек за этой атрибутикой больше ничего не видит».
Протоиерей Антоний Ильин отмечал в 2016 году, что «„православие-лайт“ не предполагает того, что человек погружён в глубины собственной традиции».
В 2021 году журнал «Русский дом» так характеризовал этот термин: «Подобно Афродите, из пены волнующегося моря родилось в наши дни „облегчённое Православие“. Это „Православие-лайт“ порой трудно отличить от язычества. Оно с удовольствием смотрит гладиаторские бои: ещё бы, ведь некоторые боксёры и бойцы смешанных единоборств — православные. Лицо „Православия-лайт“ — загримированные красотки в студии православного телеканала. Они же — на обложке вроде как православного журнала. Трудно представить себе, что вместо гламурного типа девиц на этом глянце появится портрет отмеченной страданиями пожилой христианки. У Православия в чести старцы, у „Православия-лайт“ — юнцы».

## История термина
По видимому впервые употребил этот термин «православный журнал для сомневающихся» «Фома» где «Православие-лайт» в номере за май 2005 года стало стало темой номера, и в связи с этим это выражение попало на обложку журнала. Там, в статье Аллы Митрофановой значилось: «Сегодня многие люди стремятся к вере. Но есть риск, что вместо подлинного, живого Православия они воспримут некую суррогатную, облегчённую форму, которую, пользуясь современным сленгом, можно назвать „православием-лайт“».
Данный термин прижился, но в «православии-лайт» стали обвинять уже и сам журнал «Фома». Так, уже в 2006 году Татьяна Бышовец из Саратовских епархиальных ведомостей в беседе с главным редактором «Фомы» Владимиром Легойдой отмечала: «Один из номеров „Фомы“ был посвящён теме „Православие-лайт“. Но не возникает ли у Вас порой ощущение, что и сам „Фома“ хотя бы отчасти, в силу своей ориентированности на сомневающихся, отчасти и на молодёжную аудиторию, действует в русле того же „Православия-лайт“?». Об этом же написал в редакторской колонке в 2008 году сам Владимир Легойда: «Опасность видится в том, что человек с обложки — нередко не авторитет в богословии и не образец в вопросах нравственности. А читатель может начать рассуждать примерно так: известный Имярек носит крестик, вот и я начну носить крестик и спокойно буду чувствовать себя православным. Получается, „Фома“ пропагандирует такое вот „Православие-лайт“?»
В 2020 году «Фома» снова вернулся к теме «православия-лайт»: «Кончилось пресловутое „Православие-лайт“ со своим розовым восприятием грехов и ответственности за них, с ленивым перебором храмов и православным ресторанным меню — сытое, попсовое. Конечно, его и не было, этого „лайт“, — оно было лишь в нашем разморенном комфортом воображении. Этакая гефсиманская болезнь, дрёма апостолов, казалось бы, и верующих, и знающих, но обессиленных, забывшихся, оставивших Христа».